# نهامو (فلم)
نهامو (بالإنجليزية: Nhamo)، هُو فيلم قصير صدر سنة 2011 وقد أخرجه وكتب نصه يونيس شيويشي غولدستاين. رٌشح الفيلم للتنافس على نيل جائزة أفضل فيلم قصير خلال حفل توزيع جوائز الأكاديمية الأفريقية للأفلام سنة 2013، لكنه لم يفز بالجائزة.

## طاقم التمثيل
- Thabo Nyaku في دور موساتي.
- Garion Dowds في دور آلدن.
- Kagiso Legoadi في دور تيمبو.
- Molefi Monaisa في دور موتومبو.

## وصلات خارجية
- مقالات تستعمل روابط فنية بلا صلة مع ويكي بيانات